# Heterusia hippomenata
Heterusia hippomenata är en fjärilsart som beskrevs av Pieter Cornelius Tobias Snellen 1874. Heterusia hippomenata ingår i släktet Heterusia och familjen mätare. Inga underarter finns listade i Catalogue of Life.